# Ampanihy
Ampanihy je město na jižním Madagaskaru, hlavní město stejnojmenného okresu v regionu Atsimo-Andrefana. Disponuje letištěm Ampanihy Airport (AMP). Leží v nadmořské výšce 180 metrů nad mořem. 1. dubna 1971 bylo město svědkem občanských nepokojů.